# Список серий аниме Phantom: Requiem for the Phantom
В данной статье приведен список серий аниме Phantom: Requiem for the Phantom студии Bee Train. Сериал вышел в эфир 2 апреля 2009 года на TV Tokyo. Позже аниме было показано на таких каналах как AT-X, TV Aichi, и TV Osaka. Funimation Entertainment показывал этот сериал для североамериканской аудитории.
Сериал рассказывает о молодом туристе из Японии, которого похищают люди из мафиозной организации Inferno после того как он становится свидетелем убийства репортера в США. Inferno — преступная организация, которая пытается объединить все криминальные группировки, они называют себя «ООН в мире мафии».
Для достижения своих целей Inferno использует убийцу с кодовым именем «Фантом». Среди убийц есть девушка Айн и тот самый турист из Японии — Цвай, им обоим стерли память, после чего дали эти кодовые имена.

## Список серий
| 01 | Пробуждение «Kakusei» (覚醒)       | 02 апреля 2009   |
| Юноша просыпается в пустой комнате, потеряв память. Единственное, что он помнит — его пытались убить. Даже свою японскую национальность он определяет, посмотрев в зеркало на своё лицо. Во время исследования заброшенного здания на него нападает человек в маске. Тем временем кто-то удаленно наблюдает за его действиями. У юноши нет ни прошлого, ни будущего, нет никакой жизни, тем не менее он не хочет умирать. Внезапно он дает отпор нападавшему и получает значительное преимущество в схватке. Пытаясь нанести смертельный удар, нападающий роняет маску — под ней оказывается девушка. Юноша, так и не нанеся смертельный удар, пытается уйти, но обнаруживает, что находится вдали от города на заброшенном полигоне. Девушка представляется как Айн, называет парню его новое имя — Цвай. И дает ему выбор: работать киллером либо умереть. |                                    |                  |
| 02 | Тренировка «Kunren» (訓練)         | 09 апреля 2009   |
| Цвай, согласившись стать наемным убийцей Inferno, проходит изнурительные тренировки под руководством Айн. Клаудия входит в комплекс практически сразу после того, как Скайз забрал Айн на очередную миссию, и рассказывает Цваю о целях Inferno, так же попытавшись его убедить в том что он не кукла и не раб, и должен иметь свою волю. |                                    |                  |
| 03 | Практика «Jissen» (実践)           | 16 апреля 2009   |
| После обучения, Цваю пришло время для практического испытания. Он должен убить человека по имени Капитан Уоллис, который ранее поставлял оружие в Inferno, но теперь продал большое его количество террористам. Уолисса привезли члены Inferno на тот самый заброшенный полигон, где находился Цвай. Они дали ему шанс: он может выжить, если скроется от Inferno по истечении десяти минут, — дав при этом ему на выбор оружие. Поначалу преимущество в схватке между Уоллисом и Цваем было на стороне первого — он чуть ли не убил юношу, обезоружив выстрелом в руку. Однако Цвай вышел из затруднительного положения, ножом проткнув руку противнику и, недолго колеблясь завершил бой одним выстрелом в голову. Цвай пробудился, став членом организации Inferno.                                                                                       |                                    |                  |
| 04 | Убийство «Ansatsu» (暗殺)          | 23 апреля 2009   |
| Айн и Цвай, в качестве первого совместного задания должны убить Дона Лусио, босса мафиозного клана Далласа в штате Техас. Дон Лусио никогда не покидает свой хорошо охраняемый особняк, но сделал исключение на один день, для похода в магазин и покупки подарка для внучки. Айн вместе с Цваем напали на Лусио во время его посадки в машину — самый неожиданный момент для его телохранителей. В ходе перестрелки киллерам помог сбежать Мастер Скайз. |                                    |                  |
| 05 | Момент «Setsuna» (刹那)            | 30 апреля 2009   |
| Inferno пытается установить контакт с мафиозной семьей Лос-Анджелеса, во главе которой стоит Тони Стоун, управляющий Меллани Сквер. Тони запрещает продавать тяжёлые наркотики в этом районе. Клаудия приглашает Цвая в свой дом, где и даёт новое задание: следить за женой и сыном Тони Стоуна, и в случае провала переговоров — убить их. Как и ожидалось, переговоры прошли неудачно и Тони Стоун не согласился отдать Меллани Сквер в руки Inferno, в результате чего погибла практически вся охрана Стоуна, а также его жена и сын. |                                    |                  |
| 06 | Сожжение «Taika» (大火)            | 07 мая 2009      |
| Оставшиеся в живых члены мафии Стоуна пытаются отомстить Inferno, используя для этого 12 лидеров других кланов конкурирующих с Inferno. Однако Inferno, а в частности Скайз предугадывает план Тони, и используя Фантома убивает этих 12 мафиози, при этом подставив в убийствах самого Тони Стоуна. В результате Тони убивает его же собственный человек, а Меллани Сквер переходит в руки Inferno. |                                    |                  |
| 07 | Прошлое «Kako» (過去)              | 14 мая 2009      |
| 08 | Внезапные перемены «Kyūhen» (急変) | 21 мая 2009      |
| 09 | Имя «Namae» (名前)                 | 28 мая 2009      |
| 10 | Финал «Shūmaku» (終幕)             | 4 июня 2009      |
| 11 | Наследование «Shūmei» (襲名)       | 11 июня 2009     |
| 12 | Призрак «Bōrei» (亡霊)             | 18 июня 2009     |
| 13 | Камуфляж «Gisō» (偽装)             | 25 июня 2009     |
| 14 | Надзор «Kanshi» (監視)             | 2 июля 2009      |
| 15 | Воссоединение «Saikai» (再会)      | 9 июля 2009      |
| 16 | Исповедь «Kokuhaku» (告白)         | 16 июля 2009     |
| 17 | Правда «Shinsō» (真相)             | 23 июля 2009     |
| 18 | Раскрытие карт «Taiketsu» (対決)   | 30 июля 2009     |
| 19 | Обещание «Yakusoku» (約束)         | 6 августа 2009   |
| 20 | Родной город «Kokyō» (故郷)        | 13 августа 2009  |
| 21 | Гнев «Funnu» (憤怒)                | 20 августа 2009  |
| 22 | Ярость «Gekkō» (激昂)              | 27 августа 2009  |
| 23 | Решение «Ketsudan» (決断)          | 3 сентября 2009  |
| 24 | Конфронтация «Taiji» (対峙)        | 10 сентября 2009 |
| 25 | Исход «Ketchaku» (決着)            | 17 сентября 2009 |
| 26 | Эрен «Eren» (江漣)                 | 24 сентября 2009 |